# Římskokatolická farnost Malý Bor
Římskokatolická farnost Malý Bor je územním společenstvím římských katolíků v rámci sušicko-nepomuckého vikariátu českobudějovické diecéze.

## O farnosti

### Historie
V Malém Boru byl postaven románský kostelík již kolem roku 1200. Roku 1356 při něm byla zřízena plebánie. Kostel byl později několikrát upravován a rozšiřován. V letech 1833–1856 byl maloborským farářem Maxmilián Jiříček, národní buditel a literát. Ve 20. století přestal být Malý Bor obsazován kněžími, a duchovní správa začala být vykonávána z okolních farností.

## Seznam správců farnosti
- 1. 9. 1953 - 31. 10. 1955  P. Zdeněk Krištof
- 1. 11. 1955 -  30.04.1958  P. Jan Trpák

### Současnost
Farnost Malý Bor je součástí kollatury farnosti Horažďovice, odkud je vykonávána její duchovní správa. Od 1. července 2010 je administrátorem excurrendo R.D. Ing. Petr Koutský.
| Kostel                    | Místo    | Bohoslužba     | Bohoslužba                      | Poznámka     |
| ------------------------- | -------- | -------------- | ------------------------------- | ------------ |
| Kostel sv. Máří Magdaleny | Malý Bor | neděle čtvrtek | 8.00 18.00 v létě, 16.00 v zimě | farní kostel |